# Generale dell'esercito
Generale dell'esercito (inglese: general of the Army) è un grado in vigore negli eserciti di alcuni paesi principalmente usato negli Stati Uniti e nei paesi di lingua spagnola e latinoamericani, equiparabile a quello di Feldmaresciallo, maresciallo di campo o di ammiraglio della flotta. Nell'esercito americano viene conferito solamente in tempo di guerra.

## Italia
In Italia il grado di generale d'esercito fu in vigore nel Regio Esercito dal 1870 fino al termine della prima guerra mondiale. Era il massimo grado raggiungibile nella forza armata, fino a quando fu sostituito dal grado di generale d'armata, in vigore fino al 1947. Da allora è stato il grado di generale di corpo d'armata con incarichi speciali quello destinato ai vertici dell'Esercito italiano. Dal 1997 vi è un grado superiore, destinato solo al capo di stato maggiore della difesa, quello di Generale.

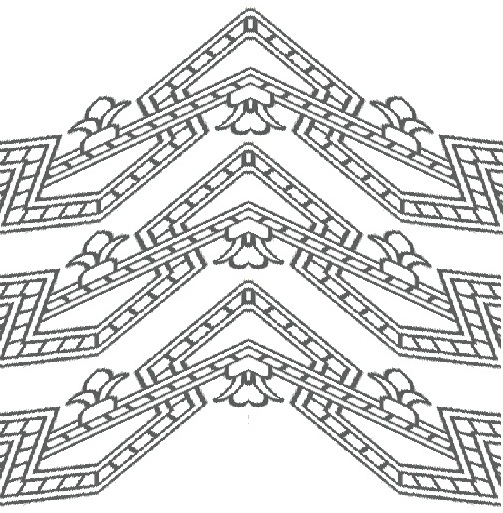
Distintivo per paramano (1870-1908)
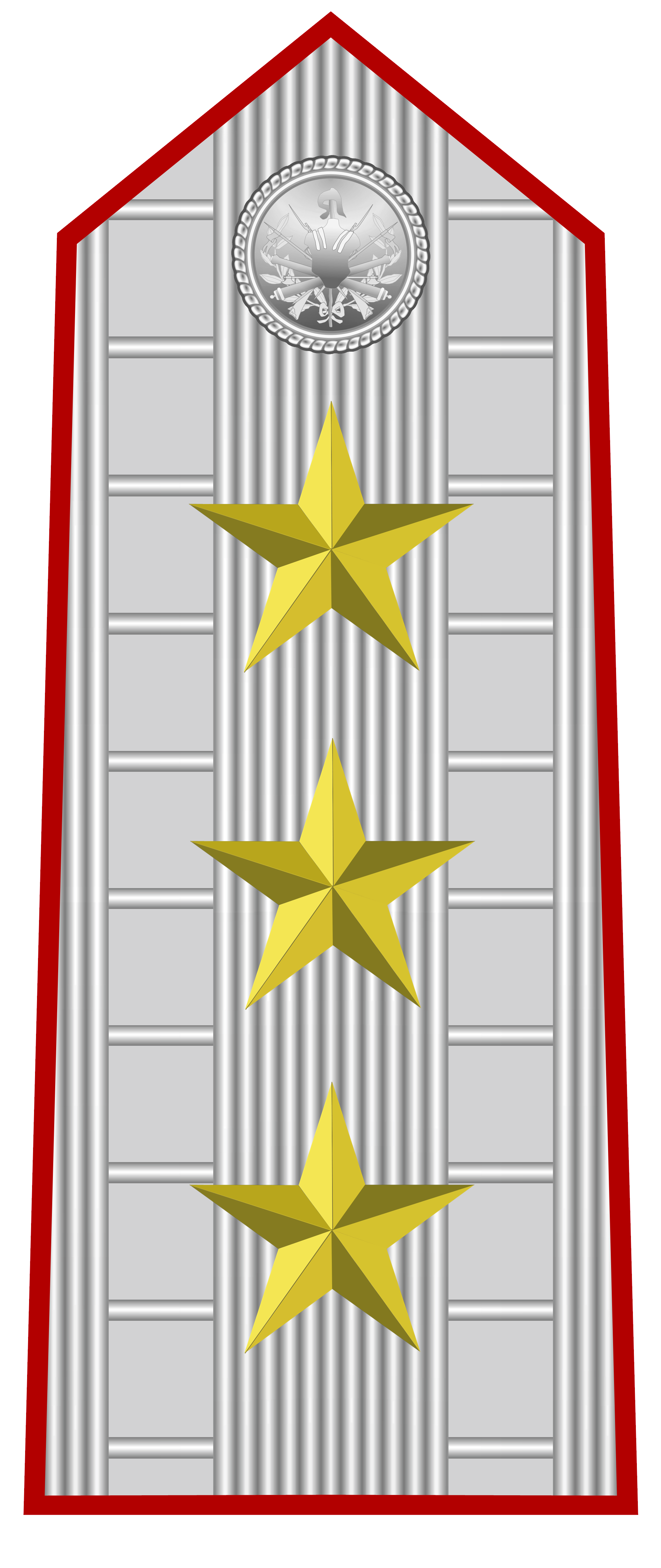
Controspallina di Generale d'esercito (1908-1923)
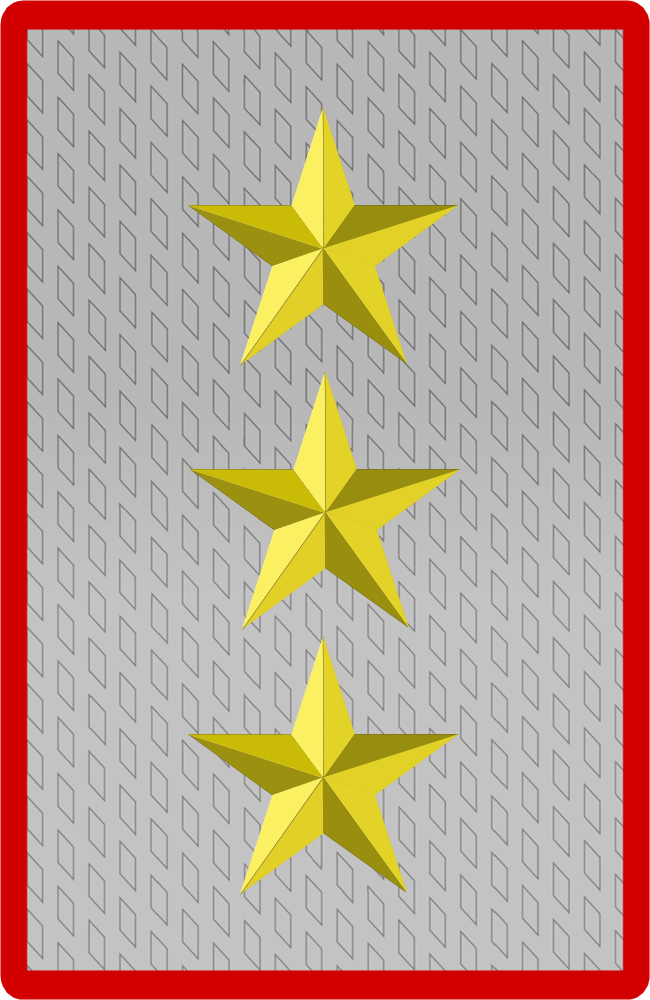
Distintivo per paramano (1ª guerra mondiale)
Generale di corpo d'armata con incarichi speciali (1973- oggi)
Controspallina di Generale, conferita al Capo di Stato Maggiore della Difesa

## Stati Uniti d'America
Negli Stati Uniti il grado è di generale a cinque stelle. I seguenti generali dell'United States Army ricoprirono il grado di generale dell'esercito:

controspallina (1944)

- Ulysses Grant
- William Sherman
- Philip Sheridan
- George Marshall
- Douglas MacArthur
- Dwight Eisenhower
- Henry Arnold
- Omar Bradley

## Unione Sovietica e Russia
Nelle forze armate dell'Unione Sovietica il grado di generale dell'esercito (Russo: генерал армии, general armii) venne istituito nel 1940 ed era secondo al grado di maresciallo dell'Unione Sovietica.
Analogamente nelle forze armate della federazione russa il grado di generale dell'esercito è immediatamente inferiore a quello di maresciallo della Federazione Russa. Il distintivo di grado è formato da quattro stelle è il livello di grado è OF-9, mentre il livello di grado di generale dell'esercito nei paesi della NATO è OF-10.

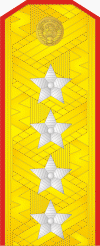
Controspallina (1943-55)
Controspallina (1955-74)
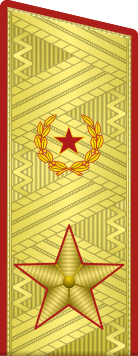
Controspallina (1974-91)
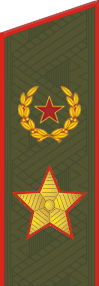
Controspallina (Russia)

## Eserciti del patto di Varsavia
Sul modello dei gradi dell'Armata Rossa, nei paesi del patto di Varsavia si trovava il seguente sistema: maggior generale – tenente generale – colonnello generale – generale d'armata – maresciallo. Il livello di grado di un generale d'armata era OF-9, mentre il livello di grado di generale dell'esercito nei paesi della NATO è OF-10.
La denominazione dei gradi nei vari paesi era la seguente:
- Bulgaria - Армейски генерал (Armejski general)
- Rep. Ceca - Armádní generál
- Germania Est - Armeegeneral
- Polonia - Generał armii
- Romania - General de armată
- Ungheria - Hadseregtábornok
- Unione Sovietica - Генерал армии (General armii)

### Cecoslovacchia e Repubblica Ceca
Nell'Esercito della Cecoslovacchia socialista il grado di generale dell'esercito (ceco: armádní generál) era più alto della gerarchia militare e lo è ancora anche nelle forze armate della Repubblica Ceca. Da quando, dopo la fine dell'epoca socialista, la Cecoslovacchia si è divisa in Repubblica Ceca e Slovacchia, sei generali hanno ricevuto tale grado, tra cui il generale Tomáš Sedláček nominato capo di stato maggiore generale.
I generali che hanno ricevuto tale grado sono:
- Karel Pezl nominato il 22 settembre 1993[1]
- Jiří Šedivý nominato l'8 maggio 2002[1]
- Pavel Štefka nominato l'8 maggio 2006
- Tomáš Sedláček nominato il 14 novembre 2008[2]
- Vlastimil Picek nominato il 28 ottobre 2009[3]
- Peter Paul nominato l'8 maggio 2014[4]

### Polonia
Nella Repubblica Popolare di Polonia il grado di generale d'armata (polacco: Generał armii) è stato istituito per la prima volta 19 aprile 1951 ed era il secondo della gerarchia dell'esercito polacco inferiore solo al grado di maresciallo di Polonia. Il grado, abolito il 9 gennaio 1958, venne ripristinato il 28 settembre 1973, per essere definitivamente abolito, dopo la fine dell'epoca socialista, il 9 dicembre 1991, anche se i generali che erano titolari di tale grado prima di quella data hanno continuato a mantenere il loro rango.

### Repubblica Democratica Tedesca
Nella Repubblica Democratica Tedesca il grado di Armeegeneral è stato il più alto grado dell'Esercito nella gerarchia militare fino al 25 marzo 1982 quando venne istituito dal Consiglio di Stato della Repubblica Democratica Tedesca, ad imitazione del grado di maresciallo dell'Unione Sovietica, il grado di maresciallo della Repubblica Democratica Tedesca, che però non venne mai assegnato ad alcun ufficiale generale fino alla sua abolizione, nel novembre 1989.
Il grado era anche presente anche nella gerarchia della Stasi e della Volkspolizei.
A ricoprire il grado di Armeegeneral e Ministro della Difesa nazionale sono stati:
- Willi Stoph (dal 1959)
- Heinz Hoffmann (dal 1961)
- Heinz Keßler (dal 1985)

### Ucraina
in Ucraina il rango di Generale dell'esercito equivale a Generale dell'Esercito dell'Ucraina che è il rango più alto delle Forze armate dell'Ucraina. Il rango di Generale dell'Esercito dell'Ucraina è immediatamente superiore a Colonnello generale e non ha un grado equivalente nella Marina. Il rango è conferito anche agli ufficiali del servizio degli interni e della difesa civile.
il primo ufficiale ad essere stato insignito di tale grado è stato il 19 agosto 1993 Andrej Vasilishin primo ministro degli interni dell'Ucraina indipendente 

controspallina di Generale dell'Esercito dell'Ucraina

### Jugoslavia
Nell'Armata Popolare della Repubblica Sodialista Federale di Jugoslavia il modello dei gradi rifletteva quello dell'Armata Rossa e dei paesi del patto di Varsavia con il seguente sistema: maggior generale – tenente colonnello generale – colonnello generale – generale d'armata – generale – maresciallo. Il livello di grado di un generale d'armata era OF-9, mentre il livello di grado di generale era OF-10. Il grado di generale venne istituito nel 1955 e abolito nel 1974. L'unico ad essere stato proposto per la promozione a tale grado era stato Ivan Gošnjak, mentre prestava servizio come Segretario federale della difesa popolare della Repubblica Socialista Federale di Jugoslavia col grado di generale d'armata (a 4 stelle), ma nessun ufficiale oltre a Tito è mai stato promosso a questo grado. Il grado corrispondente al generale d'armata nella Jugoslavenska ratna mornarica era ammiraglio della flotta.

## Spagna, Portogallo e America Latina
General del ejercito è  il grado più alto dell'esercito cileno e dell'Esercito colombiano dell'Ecuador e del Perú, dell'Uruguay, paesi nei quali il generale dell'esercito è un generale a quattro stelle. Nell'esercito brasiliano è secondo al grado di maresciallo che è a cinque stelle, così come nell'esercito portoghese dove il general do exército è secondo al grado di maresciallo dell'esercito, dove entrambi i gradi sono di generale a quattro stelle, con la differenza che nel general do exército le stelle sono colore argento mentre nel marechal do exército le stelle sono colore oro. Nell'Esercito spagnolo general del ejercito è secondo al grado di capitán general, che però è riservata al sovrano.

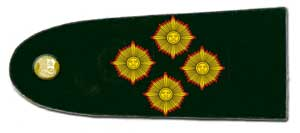
Controspallina di general del Ejército del Perú
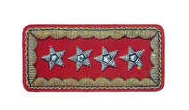
Controspallina di general del Ejército de Chile
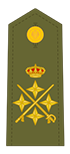
Controspallina di general de Ejército de España
Controspallina di general de Ejército Nacional de Colombia

## Francia

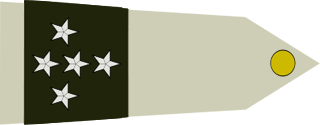
Controspallina di general d'armée

Il grado militare di général d'armée (francese: generale d'armata) non è un grado ma è la più alta posizione nella gerarchia militare dell'Armée de terre, della Gendarmerie e dell'Armée de l'air, secondo al titolo di maresciallo di Francia, che è però una "dignità dello stato" e non ha alcuna autorità gerarchica su un generale d'armata.
In Francia esistono solamente due gradi per il ruolo di ufficiali generali: général de brigade) e  (général de division, con i generali di divisione elevati al rango ed al titolo di (généraux de corps d'armée) e poi di généraux d'armée, in base ad un decreto del 6 giugno 1939.
Il grado di général d'armée, pur essendo il distintivo di grado formato da cinque stelle, non va confuso con il grado di generale dell'esercito, anch'esso a cinque stelle, in quanto nell'esercito francese il livello di un général d'armée è OF-9, mentre il livello di grado di generale dell'esercito è OF-10 nei paesi della NATO.

## Grecia
Nell'Esercito greco il grado di stratarca (Στρατάρχης) equivalente a feldmaresciallo o generale dell'esercito è stato usato storicamente, ma non è più esistente. Venne inizialmente assegnato re Costantino I di Grecia per il suo comando nelle guerre balcaniche. Il grado venne successivamente assunto dai suoi successori fino all'abolizione della monarchia nel 1974. L'unico ufficiale ad essere stato insignito del grado fu il generale Alexander Papagos il 28 ottobre 1949 come riconoscimento dei suoi servizi durante l'invasione italiana della Grecia nel corso della seconda guerra mondiale e nella guerra civile greca.
| Codice NATO            | OF-10 |
| ---------------------- | ----- |
| Grecia                 |       |
| Στρατάρχης Stratarchis |       |